# Línea 9 (TUC Pamplona)
| 9 | RENFE Geltokia ↔ Bianako Printzea — Unibertsitate Publikoa Estación RENFE ↔ Príncipe de Viana — Universidad Pública |

La línea 9 del Transporte Urbano Comarcal de Pamplona (TUC) es una línea de autobús urbano que conecta el barrio de San Jorge con el centro de Pamplona.
A lo largo de su recorrido conecta lugares importantes como la Universidad Pública de Navarra, el Monumento a los Caídos, la plaza de las Merindades, la plaza Príncipe de Viana, la estación de autobuses de Pamplona, la Ciudadela de Pamplona, el cementerio de Pamplona y la estación RENFE.

## Historia
La línea abrió en 1953, explotada por la empresa La Villavesa SA. Unía la estación RENFE con la plaza de la Argentina.
En 1969, tras el cierre de La Villavesa SA, la línea pasa a manos de la COTUP.
En 1992 se amplió desde la plaza de la Argentina hasta Universidad Pública.
En abril de 2013 se añadió una parada frente a la Plaza Estación, sentido RENFE, que antes sólo daba servicio a la línea 7.
En septiembre de 2017, con el conocido como Plan de Amabilización del Centro de Pamplona, se eliminó el recorrido por la avenida del Ejército, sentido Universidad Pública de Navarra y se sustituyó por el recorrido actual, paralelo al del sentido contrario.
En junio de 2018 se mejoró la frecuencia de la línea en el servicio de las 22:05.
El 22 de marzo de 2019 entraron en servicio los primeros seis autobuses eléctricos de la red, que son los únicos que operan esta línea actualmente. Están igualmente equipados de conexión wi-fi. De hecho, es la línea totalmente eléctrica con más vehículos a nivel nacional.
Desde octubre de 2019, por obras frente al Parlamento de Navarra, se modifica temporalmente el recorrido en el Primer Ensanche.

## Explotación

### Frecuencias
La línea está operativa todos los días del año. Estas son las frecuencias:
- Laborables: 12' (de 06:36 a 22:48)
- Sábados: 15' (de 06:30 a 22:30)
- Domingos y festivos: 20' (de 06:46 a 22:26)

### Recorrido
Según los días, los autobuses realizan un recorrido u otro. Estos son los recorridos:
- Laborables y Sábados: RENFE ↔ Universidad Pública de Navarra
- Domingos y festivos: RENFE ↔ Príncipe de Viana
- Días de Partido: RENFE ↔ Estadio El Sadar

Los días de partido se refiere a los días en los que el CA Osasuna juega un partido en El Sadar, por lo que, independientemente del día que sea, desde una hora antes y hasta media hora después del partido, se realiza dicho recorrido.

## Paradas
|  | Parada                                                  | Parada | Parada | Parada | Parada                                                  | Municipio | Correspondencia                           |  |
|  | ------------------------------------------------------- | ------ | ------ | ------ | ------------------------------------------------------- | --------- | ----------------------------------------- |  |
|  | Estación RENFE                                          |        | ■      |        | RENFE Geltokia                                          | Pamplona  | 3 7 16 17 21                              |  |
|  | Avenida de San Jorge (Calle Doctor Fleming)             |        | ■      |        | Sanduzelaiko Etorbidea (Fleming Doktorea Kalea)         | Pamplona  | 7                                         |  |
|  | Avenida de San Jorge (Calle San Jorge)                  |        | ■      |        | Sanduzelaiko Etorbidea (Sanduzelai Kalea)               | Pamplona  | 7                                         |  |
|  | Avenida de San Jorge (Plaza San Jorge)                  |        | ■      |        | Sanduzelaiko Etorbidea (Sanduzelai Plaza)               | Pamplona  | 7                                         |  |
|  | Avenida de Navarra nº3                                  |        | ■      |        | Nafarroako Etorbidea 3                                  | Pamplona  | 7 8 10 24                                 |  |
|  | Calle Monasterio de la Oliva nº25                       |        | ■      |        | Olivako Monasterioa Kalea 25                            | Pamplona  | 7 8 24                                    |  |
|  | Avenida de Bayona (Plaza del Obispo Irurita)            |        | ■      |        | Baionako Etorbidea (Irurita Apezpikuaren Plaza)         | Pamplona  | 7 8 12 24                                 |  |
|  | Avenida de Bayona nº5                                   |        | ■      |        | Baionako Etorbidea 5                                    | Pamplona  | 8 10 12                                   |  |
|  | Navas de Tolosa nº13                                    |        | ■      |        | Navas de Tolosa nº13                                    | Pamplona  | 4 12 16 17 21                             |  |
|  | Avenida del Conde Oliveto nº7                           |        | ■      |        | Oliveto Kontearen Etorbidea 7                           | Pamplona  | 1 2 3 4 5 8 10 11 12 15 17 18 20 21 23 25 |  |
|  | Avenida de la Baja Navarra nº14                         |        | •      |        | Bexe Nafarroako Etorbidea 14                            | Pamplona  | 1 2 3 4 5 6 8 10 11 12 17 18 20 22 23 25  |  |
|  | Calle Amaya nº22                                        |        | •      |        | Amaya Kalea 22                                          | Pamplona  | 1 6 17 25                                 |  |
|  | Plaza de la Libertad nº4                                |        | •      |        | Askatasun Plaza 4                                       | Pamplona  | 1 6 17 25                                 |  |
|  | Calle de Tajonar nº2                                    |        | •      |        | Taxoareko Kalea 2                                       | Pamplona  | 1                                         |  |
|  | Calle de Tajonar (frente nº31)                          |        | •      |        | Taxoareko Kalea (31aren parean)                         | Pamplona  | 1                                         |  |
|  | Universidad Pública de Navarra                          |        | •      |        | Nafarroako Unibertsitate Publikoa                       | Pamplona  | 1 6                                       |  |
|  | Estadio El Sadar                                        |        | •      |        | Sadar Estadioa                                          | Pamplona  | 1 6 11                                    |  |
|  |                                                         |        |        |        |                                                         |           |                                           |  |
|  | Estadio El Sadar                                        |        | •      |        | Sadar Estadioa                                          | Pamplona  | 1 6 11                                    |  |
|  | Universidad Pública de Navarra                          |        | •      |        | Nafarroako Unibertsitate Publikoa                       | Pamplona  | 1 6                                       |  |
|  | Calle de Tajonar (Calle Cataluña)                       |        | •      |        | Taxoareko Kalea (Katalunia Kalea)                       | Pamplona  | 1 6                                       |  |
|  | Calle de Tajonar nº3                                    |        | •      |        | Taxoareko Kalea 3                                       | Pamplona  | 1 6                                       |  |
|  | Calle de Aoiz nº37                                      |        | •      |        | Agoitzeko Kalea 37                                      | Pamplona  | 1 6 17 25                                 |  |
|  | Calle de Paulino Caballero nº39                         |        | •      |        | Paulino Caballeroaren Kalea 39                          | Pamplona  | 1 6 17 25                                 |  |
|  | Avenida de la Baja Navarra nº9                          |        | •      |        | Bexe Nafarroako Etorbidea 9                             | Pamplona  | 1 2 3 4 5 6 8 10 11 12 17 18 20 22 23 25  |  |
|  | Plaza del Príncipe de Viana (Calle Sancho el Mayor)     |        | ■      |        | Bianako Printzearen Plaza (Antso Nagusia Kalea)         | Pamplona  | 1 2 3 4 5 8 10 11 12 15 17 18 20 21 23 25 |  |
|  | Calle Navas de Tolosa (Calle San Antón)                 |        | ■      |        | Tolosako Navas Kalea (San Anton Kalea)                  | Pamplona  | 4 12 16 17 21                             |  |
|  | Avenida de Bayona nº4                                   |        | ■      |        | Baionako Etorbidea 4                                    | Pamplona  | 8 10 12                                   |  |
|  | Calle Monasterio de Velate (Plaza Monasterio de Azuelo) |        | ■      |        | Belateko Monasterioa Kalea (Azueloko Monasterioa Plaza) | Pamplona  | 7 8 12 24                                 |  |
|  | Calle Monasterio de la Oliva (Calle Asunción)           |        | ■      |        | La Olivako Monasterioa Kalea (Jasokundea Kalea)         | Pamplona  | 7 8 24                                    |  |
|  | Avenida de Navarra (Calle Doctor Juaristi)              |        | ■      |        | Nafarroako Etorbidea (Juaristi Doktorearen Kalea)       | Pamplona  | 7 8 10 24                                 |  |
|  | Avenida de San Jorge nº71                               |        | ■      |        | Sanduzelaiko Etorbidea 71                               | Pamplona  | 7                                         |  |
|  | Avenida de San Jorge (Centro de Salud)                  |        | ■      |        | Sanduzelaiko Etorbidea (Osasunetxea)                    | Pamplona  | 7                                         |  |
|  | Avenida de San Jorge (frente nº10)                      |        | ■      |        | Sanduzelaiko Etorbidea (10aren parean)                  | Pamplona  | 7                                         |  |
|  | Estación RENFE                                          |        | ■      |        | RENFE Geltokia                                          | Pamplona  | 3 7 16 17 21                              |  |

## Tráfico
| Año  | Pasajeros | Variación |
| ---- | --------- | --------- |
| 2018 | 1 796 466 | ▲ 1,6%    |
| 2019 | 1 824 745 | ▲ 1,6%    |

## Futuro
No se prevén nuevas extensiones o modificaciones del servicio por ahora.